# Тан Цяньтин
Тан Цяньтин (кит. трад. 唐錢婷, упр. 唐钱婷, пиньинь Táng Qiántíng; род. 14 марта 2004, Шанхай) ― китайская пловчиха, призёр летних Олимпийских игр 2024 года, чемпионка мира 2024 года, чемпионка Азиатских игр 2024 года. Участница летних Олимпийских игр 2020 и 2024 годов.

## Биография
Родилась 14 марта 2004 года в Шанхае, Китай.
В 2021 году приняла участие в летних Олимпийских играх в Токио. На дистанции 100 метров брассом заняла итоговое десятое место, не сумев пробиться в финал. В эстафете 4 по 100 метров комплексным плаванием в составе китайской команды заняла итоговое четвёртое место.
На чемпионате мира в 25-метровом бассейне в Абу-Даби завоевала чемпионский титул на дистанции 100 метров брассом, также стала бронзовой призёркой в комплексной эстафете 4 по 100 метров.
На Азиатских играх 2022 года стала чемпионкой в заплыве на дистанции 50 метров брассом, показав результат в финале 29,92 секунды, что является рекордом Азии.
На чемпионате мира в катарской Дохе в феврале 2024 года выиграла золото на дистанции 100 метров брассом. На дистанции 50 метров брассом стала серебряным призёром.

### Олимпиада 2024 в Париже
На Олимпийских играх 2024 года в Париже сумела завоевать три олимпийские медали. Серебряную медаль завоевала в индивидуальном заплыве на дистанции 100 метров брассом. Также две награды получила в эстафетных заплывах в составе китайской команды.